# ابن بقية
أبو الطاهر محمد بن محمد بن بقيّة بن عليّ العراقيّ، الملقب بنصير الدولة (314-367هـ/926-978م)، وزير عز الدولة بختيار بن معز الدولة بن بويه، من أعيان وزراء الدولة البويهية والأجواد المشهورين. شغل منصب وزير بختيار عز الدولة من 973 إلى 977.
ولد في «أوانة» من أعمال بغداد، وكان في أول أمره صاحب مطبخ معز الدولة، ثم تنقل إلى غيرها من الخِدَم. ولما مات معز الدولة سنة 356هـ وأفضى الأمر إلى ابنه عز الدولة حسنت حاله عنده ورعى خدمته لأبيه، فاستوزره عام 362هـ/973م فقال الناس: «من الغضارة إلى الوزارة»، (الغضارة وعاء من فخار يوضع فيه الطعام) فأقام يسوس الأمور ويغدق على الناس إحسانه حتى ذكروا أنه خلع على الناس في عشرين يوماً عشرين ألف خلعة.
وهو أول وزير لقب بلقبين، ذلك أن الإمام المطيع لقبه بالناصح، ولقبه ولده الطائع بنصير الدولة.
في سنة 364هـ استنجد بختيار بعضد الدولة فناخسرو بن الحسن البويهي يستعين به على الأتراك، فلما هَزم عضد الدولة أفتكين والأتراك، طمع في العراق واستضعف بختيار فقبض عليه وسجنه، وانضم إليه ابن بقيّة وضمن منه مدينة واسط وأعمالها، ولكن ما إن صار إليها حتى خلع طاعة عضد الدولة وخالف عليه وأظهر الامتعاض من القبض على بختيار، وكاتب عمران بن شاهين (من الخارجين على البويهيين في البطائح) فأجابه عمران إلى ما التمس، وهُزم عضد الدولة وأُجبر على الارتداد إلى بلاد فارس تاركاً بغداد العاصمة في يد بختيار بناء على أوامر مشددة من أبيه ركن الدولة، وظهر ابن بقيّة مرة أخرى في بغداد حيث عمل كل ما في وسعه لتحريض بختيار على عضد الدولة، وفي عام 366هـ/977م وبعد وفاة ركن الدولة، تقدّم عضد الدولة يريد العراق، وهزم بختيار في الأهواز وأرغم على الفرار والالتجاء إلى واسط في السنة نفسها، وقبض بختيار على ابن بقيّة في مدينة واسط لأنه عدّه مسؤولاً عن هزيمته، فسمل عينيه، ولزم ابن بقيّة بيته، فلما ملك عضد الدولة بغداد، طلب ابن بقيّة لتحريضه عز الدولة على حربه ولتعريضه به في مجالسه، وألقاه تحت أرجل الفيلة وصلبه عام 367هـ، وكان عمره قد نيّف على الخمسين. وتذكر بعض المصادر التاريخية أن الفوضى قد انتشرت انتشاراً كبيراً في عصر ابن بقيّة مما أدى إلى ظهور العيّارين، ومع أن بعض الروايات تظهر ابن بقيّة ظالماً وطاغياً فإن هناك عدداً كبيراً من الشعراء رثوه بأجمل القصائد، كالمرثية المشهورة التي قالها أبو الحسن محمد بن عمر الأنباري التي منها قوله:
ولم يزل ابن بقيّة مصلوباً إلى أن توفي عضد الدولة فأنزل عن الخشبة ودُفن في موضعه. قال الحافظ ابن عساكر في «تاريخ دمشق»: «لمّا صنع أبو الحسن المرثية التائية كتبها ورماها في شوارع بغداد، فتداولها الأدباء إلى أن وصل الخبر إلى عضد الدولة، فلما أُنشِدت بين يديه تمنى أن يكون هو المصلوب دونه».

## السيرة
كان ابن بقية من أهل عوانة، وهي منطقة قريبة من بغداد، وينتمي إلى أسرة متواضعة. وبسبب هذا، أصبح فيما بعد موضع شك من خصومه بسبب مساعدته لرجال الدولة من الطبقة الدنيا في الوصول إلى مناصب بارزة. ظهر لأول مرة أثناء السيطرة على العراق العباسي من الحاكم البويهي معز الدولة. وسرعان ما ارتقى إلى مناصب أعلى، وبحلول عام 973 تمكن من أن يصبح وزيرًا لابن معز الدولة وخليفته، عز الدولة (حكم 967-978). لكن العداوة نشأت تدريجيا بين عز الدولة وابن عمه عضد الدولة الذي كان يحكم في فارس وكرمان. وكان ابن بقية يعلم القوة التي كان يتمتع بها عضد الدولة، فسعى إلى كسب ودها.
في عام 975، غزا عضد الدولة العراق؛ وفي الوقت نفسه، اشتبه عز الدولة في خيانة ابن بقية، وبعد هزيمته في الأهواز عام 977 على يد عضد الدولة، عزل ابن بقية عن الوزارة وأعماه. وبعد صراع دامٍ، تمكن عضد الدولة في النهاية من هزيمة عز الدولة وإعدامه. نجا ابن بقية، ولكن بسبب الإهانة التي وجهها إلى عضد الدولة، قبضَت عليه فيما بعد قوة أرسلها عضد الدولة بقيادة بهرام بن أردشير [الإنجليزية] ورجال دولة آخرين؛ وسرعان ما دُهس ابن بقية حتى الموت، وسيُدفن بعد وفاة عضد الدولة في عام 983.